# Got to go
Got to go è un brano musicale scritto da Jesse Harris, autore e chitarrista di Norah Jones, per la cantautrice jazz Chiara Civello, che l'ha inserito nel suo ultimo album, ovvero Al posto del mondo (album). Il singolo è stato pubblicato il 20 febbraio 2013.
È il quarto singolo estratto dall'album.

## Videoclip
Il videoclip, diretto e girato da Chiara Civello e Luciano Panella, è stato pubblicato il 18 febbraio 2013 e ritrae una minuscola Civello, prigioniera all'interno di una stanza, che cerca di liberarsi inutilmente, poiché una gigantesca mano la ferma in continuazione. Alla fine del video, si vede la cantante dentro una vettura, che la porta felice a casa.